# 性短訊

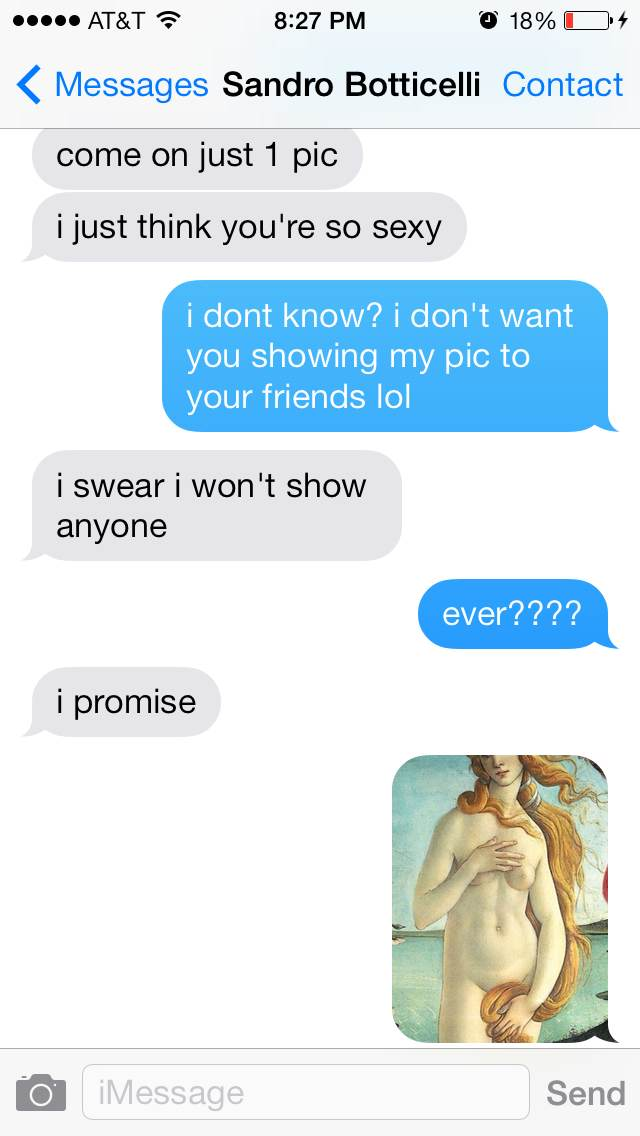
這個在iphone裏，以波提切利的《維納斯的誕生》來作模擬的一段性短訊

性短訊（Sexting）是指發送、接收和轉發性曝露訊息、照片、影像的行為。它一般透過流動電話，以單對單的形式進行。這一行為也可能會用到電腦等數碼設備。這一用詞的英語「Sexting」在21世紀初首度普及起來，其為sex（性）和texting（发短訊）两个词的组合，後者泛指可能包含多媒體資訊的文本。2012年8月，這一用詞首次出現在《韦氏词典》上。

## 背景
首個使用「sexting」一詞的出版物為2005年的澳洲《週日电讯报》。皮尤研究中心受託進行一項有關性短訊的研究，當中把它分為三類：
1. 伴侶之間互相發送圖像。
2. 伴侶之間互相發送圖像之後，把其分享給關係以外的人。
3. 單戀者向目標對象發送圖像。

隨著擁有互聯網接達功能的照相手機和智能手机普及，性短訊也有流行起來的趨勢。該些手機能用於傳送性曝露訊息或照片。儘管進行這一行為的人橫跨所有年齡層，但大部分媒體一般都聚焦於探討性短訊對青少年的負面影響。與其他新興媒體相比，青壯年人更偏向於使用文字訊息作為傳遞性訊息的媒介，此外申請了無限短訊服務計劃的青少年更有可能會接收到性曝露的文字訊息。
由於性短訊是一項在相對較近期才出現的現象，所以參與者及立法者仍在建構相關行為的倫理規範。但其正負影響一般取決於參與者是否同意把相关照片跟目標對象或他人分享。澳洲的法律雖認定部分低於18歲的人士能有效給予性同意，但仍不會認定他們能知情同意地收發性短訊。

### 社交媒體應用
隨著即時通訊軟件能於智能手機上安裝及使用，性短訊亦變得更為流行。應用短訊跟傳統式短訊的區別在於前者依賴互聯網；後者則依賴電信運營商的計劃。應用短訊使得人只要能接達互聯網，就能收發訊息。Snapchat是一款較面向年輕人的軟件應用，用戶在向好友發送「快照」時，可以設定一個限制好友訪問「快照」的時間，逾時即自毀。以Snapchat發送快照的人相信這樣能使快照不留痕跡地消失，所以他們對此感到更有安全感。但亦有例子為儘管發送者期望只有接收者能在一段時間內訪問快照，不過隨後卻被保存和轉發——這引起了法律和社會爭議。儘管用戶相信在Snapchat上發送的快照會在短時間內自毀，但是接收者很容易就能透過圖片截取工具、第三方應用、螢幕截圖來保存快照。這些應用程序並不會對快照的保存負上任何責任。

#### Snapchat
一項2009年的研究發現，14-17歲的青少年當中有4%宣稱曾發送過自身的性曝露照片。此外有15%青少年表示曾接收過相關照片。這顯示可能有些青少年在沒有表示同意的情況下便收到他人所發送的照片。在使用Snapchat的情況下，由於人們在打開訊息後才能看見相關內容，所以不能察覺其是否與性有關，使他們更有可能不經意地打開訊息。儘管透過Snapchat收發性短訊的情況並不罕見，但比起前者，收發幽默式黃色短訊顯然更為盛行。約1/4參與者發送過帶有幽默性質的性曝露照片。

### 關係
對於生活在自由民主制底下的西方年輕人而言，收發性短訊是一件頗為普遍的行為。不少情侶會互相收發性短訊。在一項2011年的研究中，54%的受訪者曾向他們的伴侶發送性曝露照片或影片，樣本中的⅓偶然地參與收發性短訊這一項活動。
對於在傳統期望上，希望男性於性上作主動方的地區而言，性短訊能使得女性擁有更大的性自由，因为她們可成為主動方，提供裸照予男性伴侶。
由於可能觸犯管制兒童色情物品的法規，所以主流媒體一般不鼓勵青少年或未成年人發送性短訊。然而一項研究則發現與年輕男性相比，年輕女性較常在受到伴侶的脅迫底下，被迫發送自身的裸照。
2013年的一項研究發現，身處於浪漫關係的伴侶常以性短訊來增進關係及性滿意度。因此可將收發性短訊視作一種與「性及隨後的關係滿意度相關的行為」。奧爾伯里和克勞福德在進行過訪談後發現，性短訊一般能為人帶來正面效果。他們指出性短訊不只會用於調情或維持性關係，朋友之間亦會以其來開玩笑或加強紐帶。他們發現享樂為收發性短訊的主要動機，關係的長短亦跟收發性短訊的頻率呈負相關。由於該項研究只抽取了少量的樣本，所以需要進行更多有關性短訊及從事者動機的研究。不過儘管如此，此項研究仍證明了人們不只會為了個人樂趣而收發性短訊；處於親密關係的人仍會以其增進親密感及縮短距離感。對於年輕人而言，性短訊可用作為性行為的前奏（或代替性行為本身）、測試尚未性活躍的人是否對自身有興趣、誘惑自己的心上人。杜魯因等人於2013年發表的研究顯示，性短訊亦跟伴侶間如何依附有關，逃避依附的伴侶更有可能會參與性短訊的收發。因此性短訊可能不是親密關係的「增潤品」，反而只是身體親密的「替代品」。

### 研究
儘管部分有關性短訊的研究以已婚伴侶或男男性行為者來作研究對象，但大多數的研究都聚焦於異性戀青少年的相關行為。一些聚焦於青少年的研究顯示，性短訊跟從事較高風險的性行為相關，不過另外一些研究則顯示兩者無關。 
一項在2008年發表的調查以1,280名青少年及青壯年人為研究對象，結果發現20%的青少年（13-20歲）及33%的青壯年人（20-26歲）曾以電子形式發送過自身的半裸照或全裸照。此外39%的青少年及59%的青壯年人發送過性曝露的文字短訊。
性短訊於2009年左右開始於青少年圈子內盛行起來，這一情況又以美國的高中生最為明顯。20%的美國高中生宣稱他們曾收發過性短訊。
一項得到廣泛引用的2011年研究表示，先前的研究高估了性短訊的盛行率。新罕布什爾大學的研究者調查了1,560名未成年人及照顧者，結果發現只有2.5%的受訪者宣稱過去在一年內收發或透過手機自行製作及分享性曝露的照片。研究者同時發現若把兒童色情的定義擴至任何暗示性圖片，盛行率則會升至9.6%，較接近早期的研究發現。
犹他大学心理學系於2012年所發表的研究卻因質疑新罕布什爾大學的結果，而吸引了國際媒體的關注。在該校的研究中，研究者們調查了606名年齡介乎14至18歲的青少年，結果發現近20%的學生宣稱他們曾透過手機發送自身的性曝露照片，近40%學生宣稱他們曾收發過性曝露照片。在該些收發過性曝露照片的學生中，超過25%表示他們有轉發過那些照片。除此之外，在該些發送過性曝露照片的學生中，近1/3儘管相信他們這種行為若被發現，自身將面臨包括法律後果在內的嚴重後果，但仍選擇進行之。有發送過相關照片的學生更傾向認為這種行為是可以接受的。研究者們指出：「新罕布什爾大學研究的新聞價值來自他們的數據，該數據遠低於先前調查所得出的盛行率5倍有多。然而儘管從方法來說沒出現大問題，2.5%此一數字卻帶有誤導成分。從他們的研究報告的表1可見，有1/4的樣本年齡介乎10-12歲，他們只有少於0.6%曾自行製作或接收過裸照/近乎全裸的照片。單看年齡介乎15-17歲的受訪者的情況，則有15%表示他們進行過相關行為。儘管此一數字在媒體上已被廣泛報導，但2.5%的總盛行率卻把戲劇性的年齡效應深深掩蓋著——超過八分之一處於青少年中期的未成年人承認收發過性短訊。」施特拉斯堡、麥金農等人總結道：「研究結果質疑了『旨在提高年輕人對相關潛在後果的認識』的教育之有效性」。

## 延伸閱讀
書籍
- Hasinoff, Amy Adele. . Urbana: University of Illinois Press. 2015. ISBN 9780252080623.
- Hiestand, Todd C.; Weins, W. Jesse. . Durham, North Carolina: Carolina Academic Press. 2014. ISBN 9781611633863.
- Lane, Frederick S. . Chicago: NTI Upstream. 2011. ISBN 9780984053162.

期刊論文
- Gregory, Tim. . Porn Studies. October 2015, 2 (4): 342–355. doi:10.1080/23268743.2015.1059773.
- Lounsbury, Kaitlin; Mitchell, Kimberly J.; Finkelhor, David. . Crimes Against Children Research Center, University of New Hampshire. April 2011  [2019-11-17]. （原始内容存档于2021-03-10）. Pdf. （页面存档备份，存于）
- Nunziato, Dawn C. . Northwestern Journal of Technology and Intellectual Property. Winter 2012, 10 (3): 57–92  [2019-11-17]. （原始内容存档于2021-03-08）. Pdf. （页面存档备份，存于）
- Renfrow, Daniel G.; Rollo, Elisabeth A. . Deviant Behavior. November 2014, 35 (11): 903–920. doi:10.1080/01639625.2014.897122.
- Schmitz, Sandra; Siry, Lawrence. . Policy & Internet. May 2011, 3 (2): 25–50. doi:10.2202/1944-2866.1127.
- Scholes-Balog, Kirsty; Francke, Nicole; Hemphill, Sheryl. . Sexualization, Media, and Society. April–June 2016, 2 (2): 237462381562779. doi:10.1177/2374623815627790.

報告
- Lenhart, Amanda. . pewinternet.org. Pew Internet and American Life Project. 2009-12-15  [2019-11-17]. （原始内容存档于2011-06-24）.
- Walsh, Wendy A.; Wolak, Janis; Finkelhor, David. . Crimes Against Children Research Center. January 2013  [2019-11-17]. （原始内容存档于2021-03-08）. Pdf. （页面存档备份，存于）

報導
- Caron, Christina. . ABC News (ABC). 2011-11-10  [2019-11-17]. （原始内容存档于2021-03-08）.
- Celizic, Mike. . NBC News (NBC). 2009-03-06  [2019-11-17]. （原始内容存档于2021-02-25）.
- Reimer, Susan. . The Baltimore Sun. Tribune Publishing. 2009-01-06  [2019-11-17]. （原始内容存档于2020-06-12）.
- Richmond, Riva. . The New York Times (The New York Times Company). 2009-03-26  [2019-11-17]. （原始内容存档于2021-03-01）.
- Stone, Gigi. . ABC News (ABC). 2009-03-13  [2019-11-17]. （原始内容存档于2021-03-07）.
- Rommelmann, Nancy. . Reason (Reason Foundation). 2009-06-04  [2016-08-09]. （原始内容存档于2019-04-06）.

## 外部連結
- Bowker, Art, M.A., and Michael Sullivan, J.D.. "Sexting Risky Actions and Overreactions." (Archive) Federal Bureau of Investigation. July 2010.
- "Nothing shameful about sexting?" findings of a new report, "Young People and Sexting in Australia: ethics, representation and the law" （页面存档备份，存于）